# Фернандес, Джонатан
Джонатан Фернандес (исп. Yonathan Fernandez) — чилийский биатлонист и лыжник, участник зимних Олимпийских игр 2014 года.

## Карьера биатлониста
Первым крупным международным стартом для Джонатана стал спринт на этапе Кубка IBU в немецком Альтенберге в 2010 году, где он, допустив 7 промахов на огневых рубежах, занял 122-е место из 124-х финишировавших участников. Всего провёл в Кубке IBU 6 гонок. Лучшим результатом стало 90-е место, показанное в индивидуальной гонке в сезоне 2012/2013 в словацком Осрблье.
Участник Кубка Южной Америки по биатлону. Лучший результат – 5-е место в масс-старте на этапе в чилийском Портильо в 2012 году. В общем зачёте в 2010 году стал 8-м, в 2012 – 6-м.

## Карьера лыжника
Первой гонкой, проводимой под эгидой FIS, стала гонка на 10 км свободным стилем на чемпионате Испании в марте 2013 года, где он финишировал 24-м из 27-ми участников. В августе 2013 года принял участие в лыжных гонках в аргентинской Ушуае, на которых соревновались лыжники из Южной Америки. В гонке на 10 км свободным стилем стал 4-м, в спринте — 3-м.
На зимних Олимпийских играх в Сочи в 2014 году выступил только в одной гонке – спринте, где в квалификации стал 84-м из 85-ти финишировавших и выбыл из дальнейшей борьбы.